# Ollie Edwards
Ollie Edwards (* 1985 in London) ist ein britisches Model.
Die Website models.com listet Edwards in der Bestenliste der „Top 50 Male Models“. Im Jahr 2009 belegte er den 6. Platz auf der Liste der erfolgreichsten männlichen Models des Forbes Magazine.
Edwards ist seit 2008 regelmäßig in Werbekampagnen von Ralph Lauren zu sehen. Weiterhin wurde er auch für Werbekampagnen von Benetton, Emporio Armani, Lacoste und Giorgio Armani fotografiert und trat auf Modenschauen von Calvin Klein und Tommy Hilfiger auf.